# عملية مطعم سبارو
عملية مطعم سبارو هو هجوم وقع يوم الخميس 9 أغسطس 2001 استهدف مجموعة من المستوطنين الإسرائيليين في مطعم سبارو الموجود في مدينة القدس، نفذ الهجوم أحد افراد كتائب القسام وهو عز الدين سهيل المصري (24 عاماً) وشاركت أحلام التميمي بنقله إلى المطعم.

## الخلفية
قامت القوات الإسرائيلية باغتيال القياديين في حركة حماس جمال سليم وجمال منصور يوم 31 يوليو 2001 في مدينة نابلس عن طريق قصف المكتب بمروحيات الاباتشي الذي يوجد فيه الشيخان مما أدى إلى مقتلهما و 7 أشخاص اخرين. وقام عبد الله البرغوثي وبلال البرغوثي في إدارة عملية انتقامية لهذه الاغتيالات.

## العملية
في تمام الساعة الثانية بعد الظهر ( اختيار وقت الذروة في المطعم وقت غداء.) يوم الخميس الموافق 9 آب 2001م تمكن عز الدين سهيل المصري 24 عاماً، من تفجير حزامه الناسف في مطعم سبارو الذي يقع عند مفرق شارع الملك داوود وشارع يافا بالقدس. وتضارب في روايات الاحتلال الإسرائيلي حيث أعلن في البداية عن قتيلين و 20 جريح ثم بدأ يزداد العدد إلى أن وصل العدد إلى 19 قتيل وأكثر من 120 جريح بين الخطرة والخطرة جداً، وأدى الانفجار إلى الحاق أضرار مادية كبيرة .
وكانت الخسائر الإسرائيلية المادية والاثر التدميري كالتالي:
- تدمير جزء من المطعم والواجهات الامامية وانهيار السقف على من فيه.
- تدمير بعض المحلات التجارية خارج المطعم.
- إلحاق أضرار بالغة بالسيارات الموجودة في المنطقة .
- إعلان حالة الاستنفار القصوى لدى الجيش الإسرائيلي.
- العملية الثالثة في ذلك الوقت التي تأتي بهذا الحجم والقوة مما يتناسب مع قدرة الكتائب على التخطيط والتطوير والوصول إلى العمق وفي أكثر الاماكن أمناً، وكأول عملية بهذا الحجم بعد سلسلة الاغتيالات التي قام بها الجيش الإسرائيلي.[4]